# Ellen Lohr
Ellen Lohr (ur. 12 kwietnia 1965 roku w Mönchengladbach) – niemiecka zawodniczka startująca w wyścigach samochodowych.

## Kariera
Lohr rozpoczęła karierę w wyścigach samochodowych w 1985 roku od startów w Ford Fiesta Ladies Cup oraz Niemieckiej Formule Ford 1600. Z dorobkiem odpowiednio 201 i 262 punktów uplasowała się na odpowiednio na piątej i szóstej pozycji w klasyfikacji generalnej. W późniejszych latach pojawiała się także w stawce Europejskiego Pucharu Formuły Ford 1600, Porsche 944 Turbo Cup, Niemieckiej Formuły 3, World Touring Car Championship, Deutsche Tourenwagen Masters, European Touring Car Championship, Grand Prix Monako Formuły 3, Formuły 3000, International Touring Car Championship, German Touring Car Challenge, V8Star Germany, Porsche Supercup, 24h Nürburgring, Niemieckiego Pucharu Porsche Carrera, FIA GT3 European Championship oraz ADAC GT Masters.
W Formule 3000 Niemka została zgłoszona do wyścigu na torze Circuit de la Sarthe w sezonie 1990 z austriacką ekipą RSM Marko. Jednak nie zakwalifikowała się do wyścigu.
W Deutsche Tourenwagen Masters Lohr startowała w latach 1987, 1991-1995. Już w pierwszym sezonie startów stanęła na podium. Uzbierane 32 punkty dały jej osiemnaste miejsce w końcowej klasyfikacji kierowców. Cztery lata później była 26. W 1992 roku raz wygrała i trzykrotnie stawała na podium. Z dorobkiem 105 punktów uplasowała się na jedenastej pozycji w klasyfikacji generalnej. W kolejnych dwóch sezonach była klasyfikowana odpowiednio na dziesiątym i jedenastym miejscu.